# Prosthiostomum asiaticum
Prosthiostomum asiaticum is een platworm (Platyhelminthes). De worm is tweeslachtig. De soort leeft in het zoute water.
Het geslacht Prosthiostomum, waarin de platworm wordt geplaatst, wordt tot de familie Prosthiostomidae gerekend. De wetenschappelijke naam van de soort werd voor het eerst geldig gepubliceerd in 1937 door Kato.